# Speedway Debreczyn
Speedway Debreczyn (węg. Speedway Debrecen) – węgierski klub żużlowy z Debreczyna.

## Historia klubu
Klub żużlowy w Debreczynie został założony w 1972 roku pod patronatem regionalnego przewoźnika transportowego Hajdu Volan. W początkowych latach istnienia klubu jego sile stanowili przede wszystkim Pal Perenyi i Ferenc Radacsi. Niespełna dekadę później, na początku lat 80. pojawiła się grupa młodych utalentowanych zawodników, takich jak Zoltán Adorján, Zoltán Hajdú, Sándor Tihanyi czy László Bódi. Cała debreczeńska czwórka stanowiła o sile reprezentacji Węgier w eliminacjach do drużynowych Mistrzostw Świata w 1985. W tym samym roku Adorjan jako pierwszy Węgier wystąpił w światowym finale indywidualnych mistrzostw świata. Wyczyn ten udało mu się powtórzyć jeszcze w 1989 i 1990.

## Stadion
Decyzja o budowie toru żużlowego została podjęta 23 października 1970 roku, a uroczyste otwarcie nastąpiło 14 maja 1972r podczas którego dnia odbył się półfinał mistrzostw świata par, podczas których gospodarze, zajęli drugie, premiowane awansem miejsce do finału w szwedzkim Borås. 20 sierpnia 1975 otwarty został obecny stadion przy ulicy Gazvezetek.

## Kadra w sezonie 2015
| imię i nazwisko | nar.  | data ur.   |
| --------------- | ----- | ---------- |
| Roland Benko    | Węgry | 1995.05.23 |
| József Tabaka   | Węgry | 1989.09.17 |
| Róbert Tabaka   | Węgry | 1993.07.06 |
| Sandor Tihanyi  | Węgry | 1963.04.28 |